# Franciszek Kuszel
Franciszek Wincentowicz Kuszel, biał. Францішак Вінцэнтавіч Кушаль, ros. Франц (Франтишек) Винцентович Кушель (ur. 16 lutego 1895 w Pierszajach, zm. 25 maja 1969 w Rochester w USA) – rosyjski wojskowy narodowości białoruskiej, białoruski działacz wojskowy i polityczny, oficer kontraktowy Wojska Polskiego, komendant mińskiej policji pomocniczej, szef sztabu Białoruskiej Samoobrony, działacz Białoruskiej Samopomocy Ludowej i Białoruskiej Centralnej Rady, komendant Białoruskiej Obrony Krajowej i dowódca pułku 30 Dywizji Grenadierów SS (Waffen-SS-Obersturmbannführer) podczas II wojny światowej zaś po zakończeniu konfliktu białoruski generał i działacz emigracyjny.

## Życiorys
Urodził się w folwarku Pierszaje, w ówczesnym powiecie oszmiańskim guberni wileńskiej, w rodzinie Wincentego i Antoniny.
W 1915 r. został zmobilizowany do Armii Imperium Rosyjskiego. Po ukończeniu szkoły młodszych dowódców w tym samym roku skierowano go do Wileńskiej Szkoły Piechoty. Służył na froncie niemieckim w szeregach 155 Astrachańskiego Pułku Zapasowego, a od 1916 r. – 276 Kupiańskiego Pułku Strzelców jako dowódca kompanii; doszedł do stopnia sztabskapitana.
Po rozpadzie armii carskiej powrócił na Białoruś, gdzie działał w białoruskich organizacjach narodowych. W 1918 r. przewodniczył białoruskiej organizacji młodzieżowej w Iwieńcu, zaś od połowy 1919 r. wchodził w skład Centralnej Białoruskiej Rady Wileńszczyzny i Grodzieńszczyzny, za co został aresztowany przez polskie władze.
Wybuch wojny polsko-bolszewickiej zmienił nastawienie strony polskiej do Białorusinów i Józef Piłsudski zgodził się na utworzenie białoruskiego wojska. Zwolniony z więzienia, Kuszel od sierpnia 1919 r. działał w Białoruskiej Komisji Wojskowej jako zastępca jej przewodniczącego; w działaniach wojennych na froncie nie uczestniczył. Po zakończeniu wojny pozostał w Polsce.
2 marca 1922 został przyjęty do Wojska Polskiego w stopniu porucznika, zaliczony do Rezerwy armii z równoczesnym powołaniem do służby czynnej i wcielony do 80 pułku piechoty w Wilnie. Ukończył szkołę oficerską w Warszawie, a następnie był długoletnim oficerem 66 pułku piechoty w Chełmnie, w którym między innymi pełnił funkcję komendanta szkoły podoficerskiej. 2 grudnia 1930 prezydent RP nadał mu stopień kapitana ze starszeństwem z dniem 1 stycznia 1931 i 49. lokatą w korpusie oficerów piechoty. We wrześniu 1933 został przeniesiony do Korpusu Kadetów nr 2 w Chełmnie. Prawdopodobnie w 1936, po rozwiązaniu Korpusu Kadetów Nr 2, został przeniesiony do Szkoły Podchorążych Piechoty w Komorowie. W 1937 został przeniesiony do 13 pułku piechoty w Pułtusku na stanowisko zastępcy dowódcy Dywizyjnego Kursu Podchorążych Rezerwy 8 Dywizji Piechoty. W marcu 1939 był odkomenderowany z 13 pp na kurs.
Brał udział w wojnie obronnej 1939 r. w walkach w rejonie Lwowa, gdzie dostał się do niewoli sowieckiej. Przebywał najpierw w obozie w Starobielsku, gdzie podjął współpracę z NKWD, a następnie w Moskwie w więzieniu na Łubiance. Tam dostał zadanie rozpoznania nastrojów wśród jeńców pochodzenia białoruskiego. Przez dłuższy czas przebywał w tej samej celi z gen. Władysławem Andersem. Wkrótce NKWD przerzuciło go do Białegostoku, gdzie przebywał do wybuchu wojny niemiecko-sowieckiej w 1941 r.
W czasie okupacji niemieckiej Kuszal podjął współpracę z Niemcami. Początkowo był komendantem kursów szkoleniowych Białoruskiej Policji Pomocniczej w Mińsku, w późniejszym czasie został jej komendantem w tym mieście. Wysunął wówczas pomysł stworzenia w oparciu o policję (którą należało zorganizować od podstaw ze względu na powszechnie spotykany brak dyscypliny) białoruskiej armii u boku Niemiec. Od października 1941 r. był szefem oddziału samoobrony Centralnej Rady Białoruskiej Samopomocy Ludowej. W czerwcu/lipcu 1942 r. na polecenie Iwana Jermaczenki, szefa Białoruskiej Samoobrony, opracował projekt utworzenia Wolnego Korpusu Białoruskiej Samoobrony. Od sierpnia do końca listopada był komendantem kursów oficerskich w Mińsku, a pod koniec listopada objął funkcję szefa referatu wojskowego Białoruskiej Samoobrony, w ramach którego kierował pracą okręgowych i powiatowych referentów. W kwietniu 1943 r. zaprzestał tej działalności w związku z rozwiązaniem przez Niemców Białoruskiej Samoobrony. Od sierpnia 1943 r. był głównym pełnomocnikiem ds. białoruskich oddziałów policji pomocniczej. W styczniu 1944 r. został szefem Wydziału Wojskowego Białoruskiej Centralnej Rady, a następnie komendantem Białoruskiej Obrony Krajowej. W wyniku mobilizacji udało mu się zgrupować w jej szeregach ok. 25 tys. Białorusinów.
Wobec ofensywy Armii Czerwonej na Białorusi ewakuował się w połowie 1944 r. do Niemiec. Tam interweniował u niemieckich władz wojskowych w sprawie sformowania czysto białoruskiej jednostki wojskowej. Wiosną 1945 r. został dowódcą jednego z pułków 30 Dywizji Grenadierów SS, zwanej też Dywizją „Białoruś” (pełnił także funkcję przedstawiciela BCR przy dywizji), która bez walki skapitulowała przed Amerykanami w ostatnich dniach kwietnia. Przebywał w obozie dla internowanych w Ratyzbonie.
Uniknął repatriacji do ZSRR i w 1950 r. wyjechał do USA, gdzie aktywnie uczestniczył w działaniach białoruskich środowisk emigracyjnych. Objął funkcję ministra wojny Białoruskiej Centralnej Rady na uchodźstwie.
Jest autorem artykułu pt. „Próby utworzenia białoruskiego wojska”, dotyczącego formowania białoruskiego wojska narodowego w latach 1918–1920 oraz 1941–1944, który został opublikowany w Białoruskim Przeglądzie Historycznym w 1999 r.

## Rodzina
W 1922 r. poślubił Natallę Arsienniewą (1903–1997), białoruską poetkę i działaczkę kulturalno-oświatową, z którą przed wybuchem wojny mieszkał w Chełmnie. W 1944 r. razem zostali ewakuowani do Niemiec, a następnie wyemigrowali do Stanów Zjednoczonych. Para miała dwóch synów – Jarosława (zginął w zorganizowanym przez partyzantkę radziecką zamachu bombowym na miński teatr) i Włodzimierza (wyemigrował z rodzicami do USA).

## Ordery i odznaczenia
- Srebrny Krzyż Zasługi – 17 marca 1930 „za zasługi na polu wyszkolenia wojska”[9]
- Srebrny Medal Narodów Wschodnich z mieczami II kl. (III Rzesza)[10]
- Order św. Anny III kl. (Imperium Rosyjskie)
- Order św. Stanisława III kl. (Imperium Rosyjskie)
- Order „Srebrny Krzyż Zasługi” (Białoruska Centralna Rada)

## Awanse
- sztabskapitan Armii Carskiej – 1916 (utrzymany w wojsku Białoruskiej Republiki Ludowej oraz Białoruskiej Komisji Wojskowej),
- porucznik Wojska Polskiego – 1922 (zredukowany po rozpoczęciu służby na kontrakcie),
- kapitan Wojska Polskiego – 1931 (stopień zachował w białoruskiej policji pomocniczej, przypisany jako Waffen-SS-Hauptsturmführer),
- major Białoruskiej Obrony Krajowej (także jako Waffen-SS-Sturmbannführer) – 1944,
- podpułkownik Białoruskiej Obrony Krajowej (także Waffen-SS-Obersturmbannführer Legionu Białoruskiego) – 1945[11],
- generał – nadany przez emigracyjną Białoruską Centralną Radę po wojnie.